# Charles Briceño
Charles Yoan Briceño Pinto (9 luglio 1980) è uno schermidore venezuelano, specializzato nella sciabola.

## Palmarès
In carriera ha conseguito i seguenti risultati:
- Giochi Panamericani:

Santo Domingo 2003: argento nella sciabola a squadre.